# Jennifer Sunderland
Jennifer Lee Sunderland (* 13. März 1954) ist eine ehemalige australische Turnerin.

## Karriere
Jennifer Sunderland nahm an den Olympischen Spielen 1972 in München teil. Sie startete an allen Geräten, konnte jedoch kein Finale erreichen. Ihr bestes Resultat erzielte sie mit Rang 61 im Sprungwettkampf.
Ihr Neffe ist der Radsportler Scott Sunderland, der bei den Olympischen Spielen 2012 startete.